# Pavel Sudoplatov

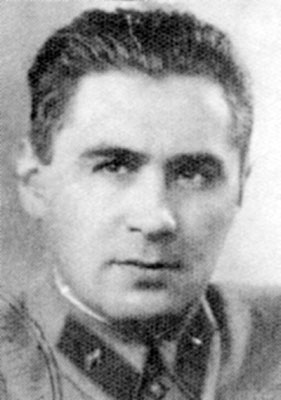
Pavel Sudoplatov

Pavel Anatoljevitj Sudoplatov (ryska: Пáвел Aнатóльевич Cудоплáтов), född 7 juli 1907 i Melitopol, Kejsardömet Ryssland (i dagens Ukraina), död 26 september 1996 i Moskva, Ryssland, var en högre medlem inom den sovjetiska underrättelsetjänsten under åren 1933-1953. Hans största bidrag var införskaffande av information om USA:s och Storbritanniens kärnvapenforskning i Manhattanprojektet. Sudoplatov började sitt underrättelsearbete hos OGPU 1925 och kom till den internationella avdelningen 1933. Eftersom han bara kunde ukrainska språket flytande, förutom ryska, specialiserade han sig på underrättelsearbete mot den framväxande ukrainska nationaliströrelsen. På direkt order från Josef Stalin likviderade Sudoplatov i maj 1938 i Rotterdam, den ukrainske nationalistledaren Jevhen Konovalets, vilken ledde Organisationen för ukrainska nationalister. Sudoplatov likviderade Konovalets med en kraftig sprängladdning, maskerad som chokladask.  Sudoplatov har också gjort sig känd för att ha organiserat mordet på  Lev Trotskij.
Sudoplatovs underrättelsearbete knöt under 1940-talet band med flera viktiga forskare inom laboratorerna i Los Alamos, Tennessee och Chicago som ofta av idealistiska skäl, utan att själva blivit explicit värvade som spioner, tillhandahöll hemlig information. Bland källorna fanns Robert Oppenheimer, Niels Bohr, Enrico Fermi, Leó Szilárd och flera andra. Albert Einstein, som av de amerikanska myndigheter betraktades som en säkerhetsrisk och inte tilläts arbeta inom Manhattanprojektet påstås ha också läckt viktig information. Totalt kom Sudoplatovs avdelning över 659 vetenskapliga rapporter från Manhattanprojektet som förmedlades till Lavrentij Berija för användning vid den sovjetiska kärnvapenlaboratorierna.
Sudoplatov blev fängslad strax efter Stalins död 1953 vid maktkampen mellan Lavrentij Berija och Nikita Chrusjtjov, och hölls 15 år i Vladimir-fängelset. Den officiella anklagelsen, som Sudoplatov förnekade, var att han skulle ha arbetat för en separat fred med Hitler och att han ledde en giftfabrik, vars produkter användes för att döda Stalins fiender. Han erkände dock fyra beordrade attentat. Den egentliga anledning till utrensningen anses att han var nära allierad med Berija.
1992 började Sudoplatov berätta i intervjuer som blev boken Special Tasks (1994) om flera incidenter som Rosenberg-fallet, Raoul Wallenberg, Stalins utrensningar på 1930- och 1940-talet, samt inte minst om hur Sovjetunionen lyckades stjäla hemligheterna kring atom- och vätebomben. Genom att han nämnde Oppenheimer, Fermi, Bohr, Bruno Pontecorvo, George Gamow, mm gav boken upphov till en stor turbulens och kontrovers både inom väst och öst, de sovjetiska vetenskapsmännen ormskakades då boken reducerade deras forskning till stöld. Vladimir Putin överraskade i september 2000 i en CNN-intervju med Larry King, genom att bekräfta att ledande vetenskapsmännen vid Los Alamos hjälpte Sovjetunionen att bygga deras första atombomb. 2000 bekräftade underrättelsetjänsten SVR i två publikationer Sudoplatovs insats för kärnvapenspionage.